# Шорва
Шорва — густий темний м'ясний суп з обсмажених продуктів, національна страва Балканських, північноафриканських, центральноєвропейських, східноєвропейських, центральноазійських та середньосхідних народів, а також на Індійському субконтиненті. Особливістю приготування є те, що м'ясо перед тим як варитися обов'язково смажиться до повної або часткової готовності. Часом смажиться і частина овочів — переважно цибуля, морква. В шурпу кладуть крупи, але нерідко додаються сухофрукти. Нерідко шурпу подають роздільно — окремо на тарілках м'ясо, а окремо в чашках густий бульйон.

## Типи
- Шорва — проста традиційна афганська страва, яка є простою стравою, яку зазвичай змішують з хлібом на дастархані[1]. Процес приготування страви тривали, тому зазвичай використовують скороварку, оскільки вона скорочує очікування до 2 годин. Основними інгредієнтами шорви є картопля, квасоля та м'ясо[2].
- Чорба — термін, який використовується для позначення шорви в молдовській та румунській кухнях, складається з різних овочів та м’яса, також зазвичай використовують любисток. Борш — кислий суп, який використовується в Молдавському регіоні[3]. Страва також має позитивний вплив на здоров'я[4]. Його подають гарячим для стимулювання травлення та ефективності проти застуди[5]. Існує декілька видів чорби, такі як: суп з фрикадельками, суп з цибулею-пореєм, румунський борщ, буречуський борш.

## Варіанти назв
Чорба або шорба походить від арабського слова, яке означає соус або перського слова шор (перс. شوربا), тобто солоний, солонуватий та балаб (перс. آب، ما), тобто вода / стью, або ж від гіпотетичного спільнокореневого слова, спільного для арабської та перської мов. Шорва перською / пушту означає «суп».
Чорбу ще називають шорба (перс. شوربا, араб. شوربة, амх. ሾርባ), шурва (узб. шўрва), шорва (пушту شوروا), чорба (болг. чорба), чорба (рум. ciorbă), шурпа (рос. шурпа), шорпа (уйг. شورپا), чорба (тур. çorba), шорпо (кирг. шорпо) та сорпа (каз. сорпа). На індійському субконтненті термін Шова гінді ((гінді शोरबा)) означає просто підлива. У монгольській кухні це вегетаріанська страва, має різновид томатної шорби.

## Варіанти шорви

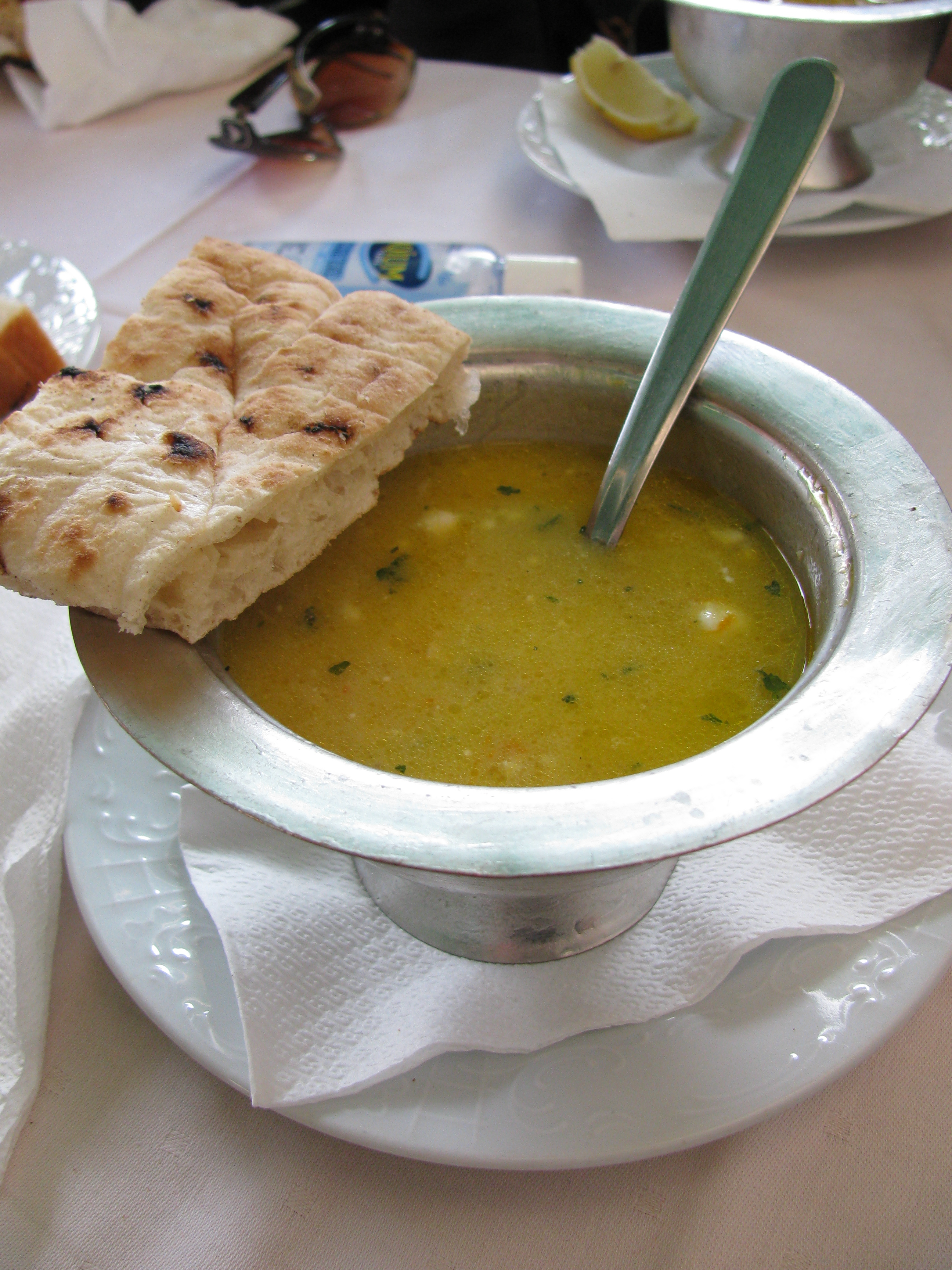
Боснійська чорба та буханка хліба
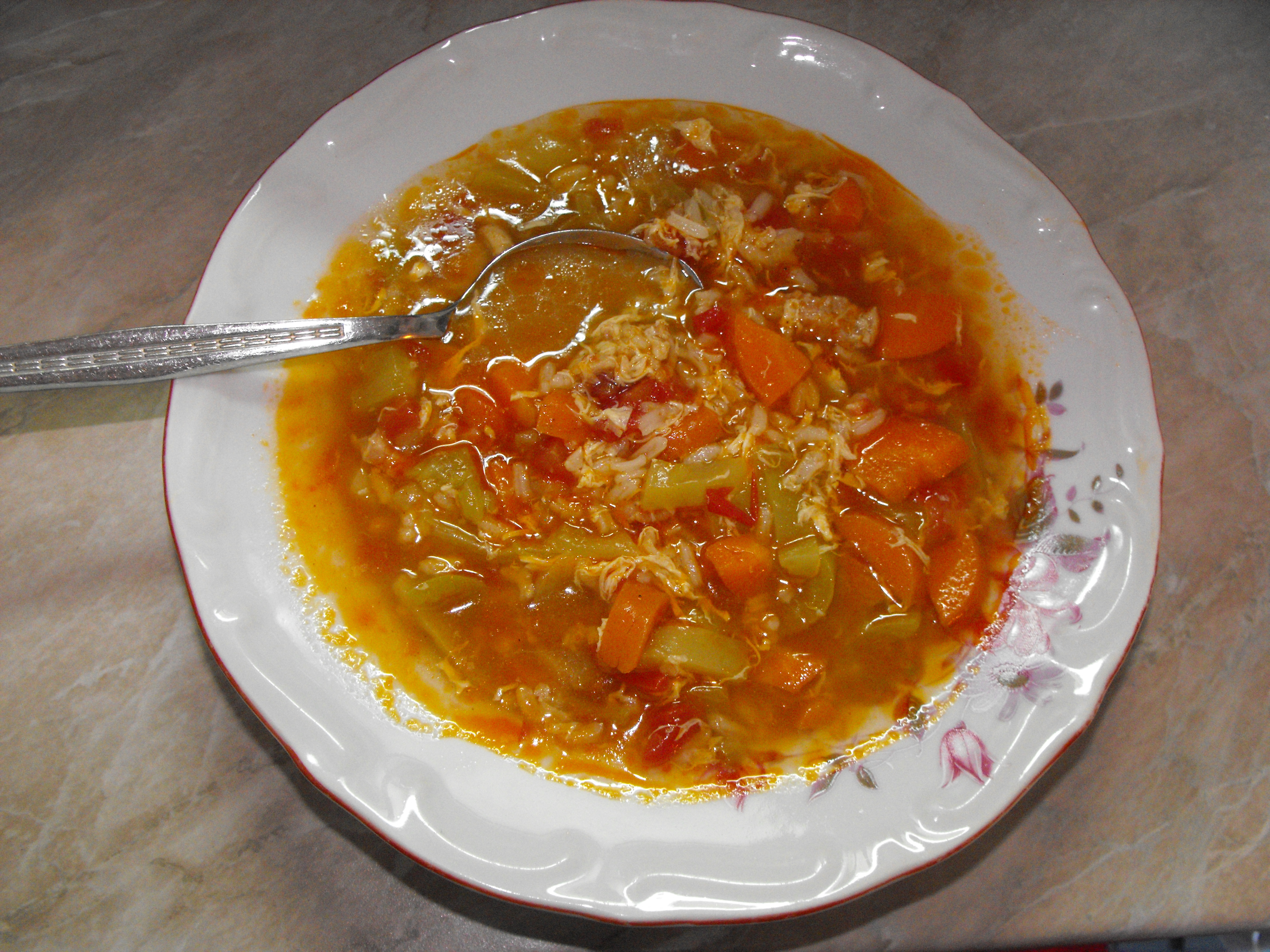
Болгарська чорба
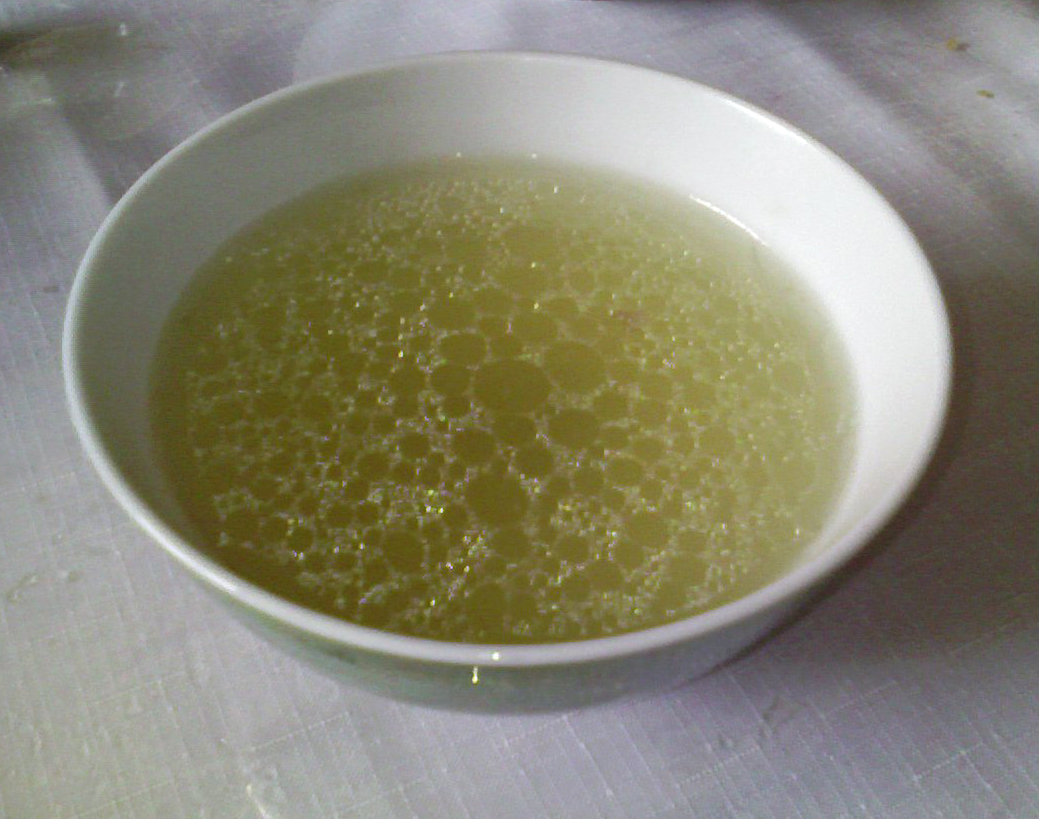
Киргизьке шорпо
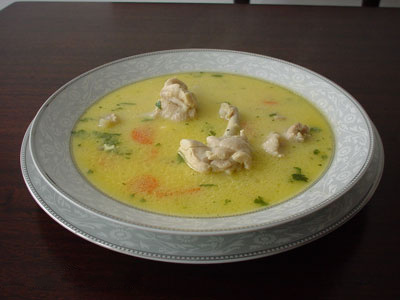
Сербська чорба
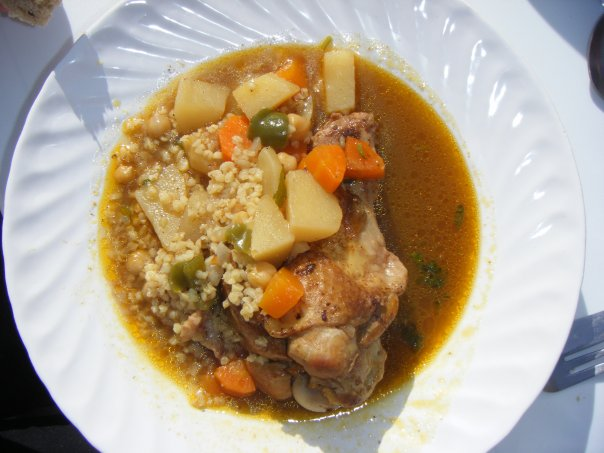
Алжирська чорба
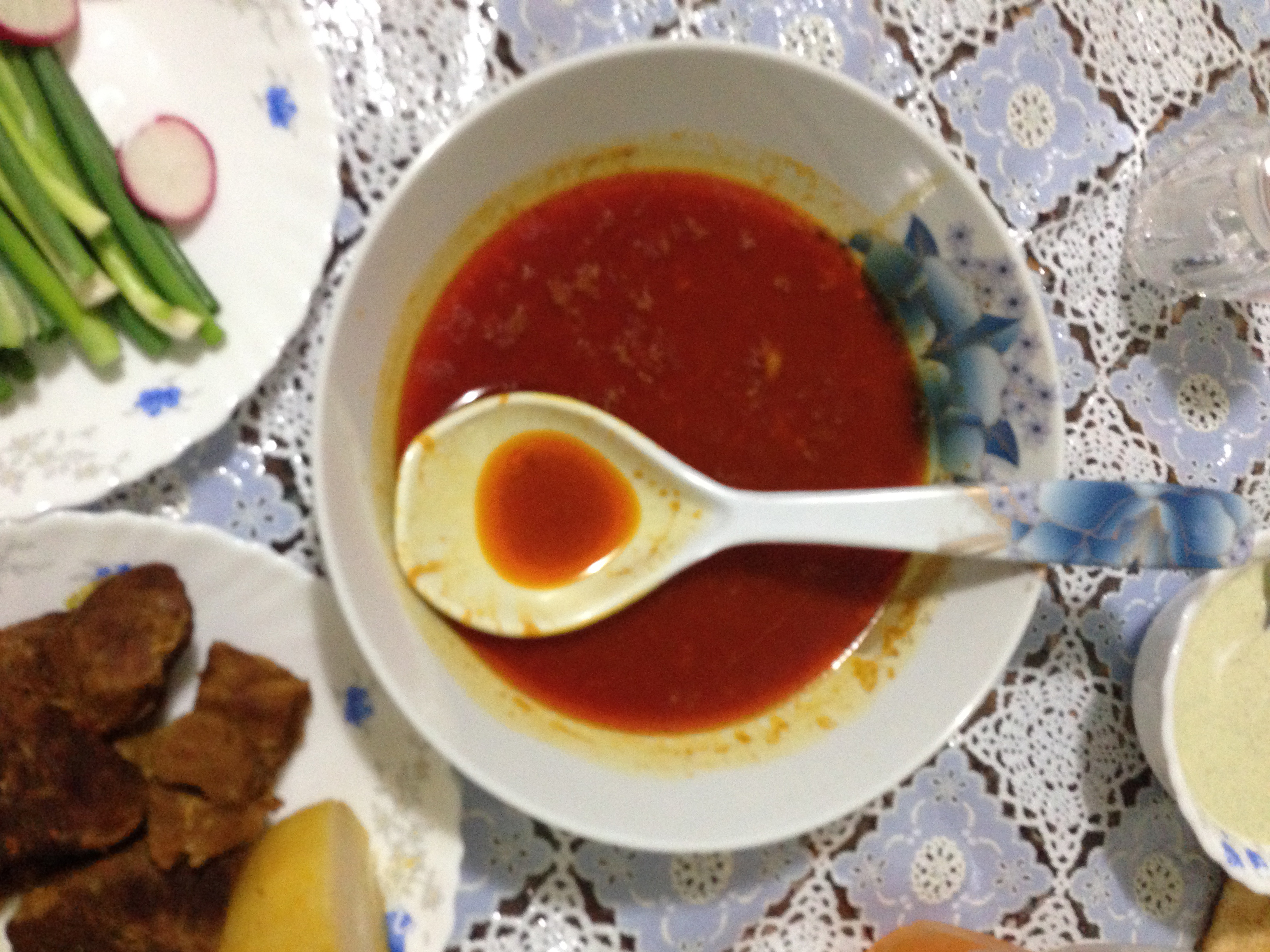
Традиційна Афганська шорва.
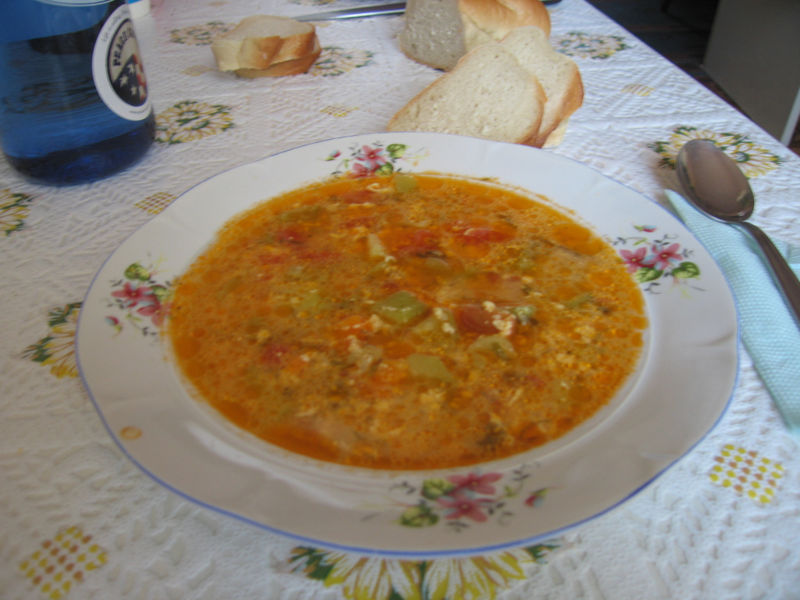
Румунська чорба
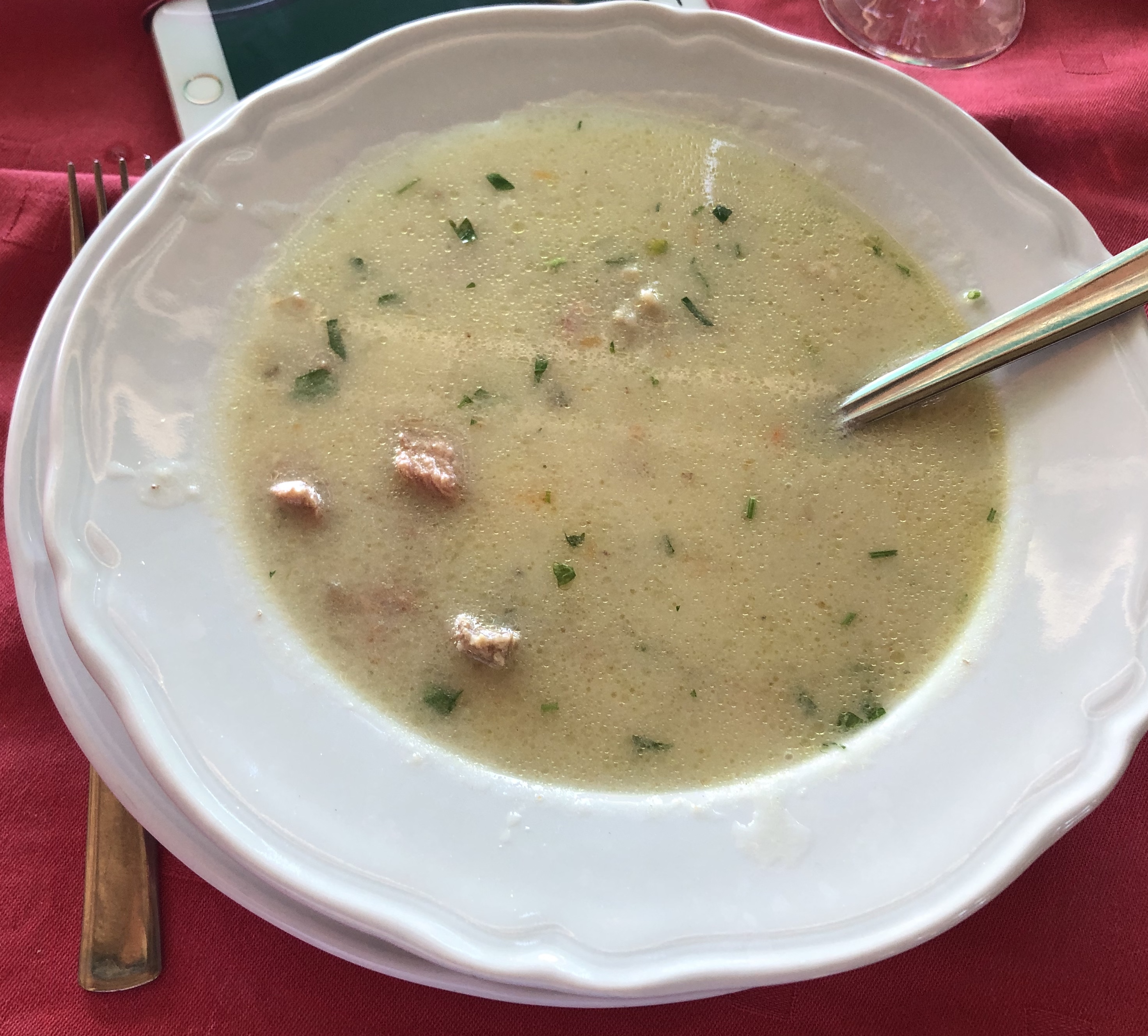
Чорногорська чорба
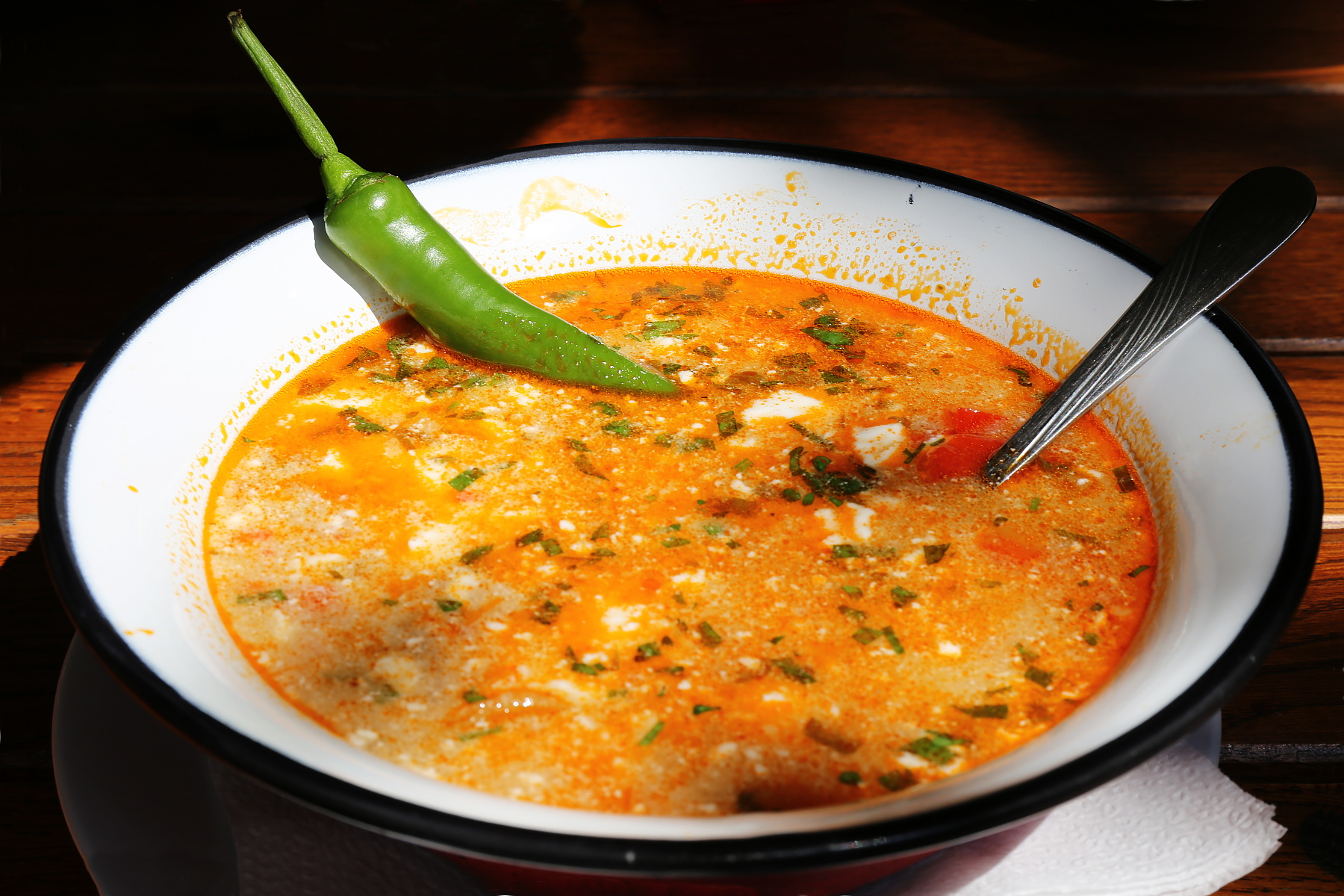
Румунська чорба з яловичини